# Degenerative Suspensory Ligament Desmitis
Die Degenerative Suspensory Ligament Desmitis (DSLD, Fesselträgerentzündung) ist ein degeneratives Syndrom bei Pferden. Es handelt sich hierbei um eine degenerative Entzündung des Fesselträgers. Die Krankheit ist bisher nur wenig erforscht und zurzeit nicht heilbar.

## Vorkommen
DSLD kann bei allen Pferderassen vorkommen und wurde bei Forschungen in USA bei Pferden verschiedener Altersgruppen nachgewiesen, einschließlich Araber, Vollblüter, Quarter Horses, Morgan Horses, Paso Peruanos, Paso Finos, American Saddlebred Horses, Warmblüter, Appaloosas, Friesen, Missouri Foxtrotter, Tennessee Walker, Paint Horses, National Show Horses, Mustangs, Kreuzungen, Mulis und andere.  
Man vermutet, dass die Krankheit auf einem Gendefekt beruht und somit vererbt werden kann. Zusätzlich gibt es Tiere, die durch starke Belastung (z. B. Rennpferde) oder einen frühen Fesselträgerschaden erkranken. Auch Zuchtstuten und ältere Pferde sind gefährdet. Bei diesen Pferden ist die Krankheit jedoch nicht durch einen Gendefekt bedingt.

## Krankheitsbild
Die DSLD bewirkt eine Verkrüppelung der Fesselträger des Pferdes. Die Krankheit wird als degenerativ bezeichnet, da es im Laufe der Jahre zu einer progressiven Verschlimmerung der Entzündung (Desmitis) des Fesselträgers kommt. Es sind beide Hinter- oder beide Vorderbeine betroffen. Man geht davon aus, dass DSLD bestimmtes Zellgewebe schädigt/verändert und es so zu einer dauerhaften Entzündung des Fesselträgers kommt. Der Prozess kann auch als eine Art Rückbildung gesehen werden. 
Z. B. bei Paso Peruanos konnte man Fälle beobachten, bei denen alle vier Gliedmaßen betroffen waren. Die meisten Tiere erkranken in einem Alter von 8 bis 13 Jahren und müssen in den darauf folgenden Jahren eingeschläfert werden. Bei ihnen entwickelt sich die Krankheit nicht durch große Belastung.
DSLD entwickelt sich über einen längeren Zeitraum und weist deshalb verschiedene Stadien auf.

### Anfangsstadium
Zu Beginn bleibt die Krankheit häufig unbemerkt, da Symptome wie Rückenschmerzen, Wesensveränderung und allgemeine Steifheit  häufig mit anderen Belastungsfaktoren verwechselt werden. Die Diagnose in diesem Stadium fällt schwer.

### Mittleres Stadium
Die Pferde haben Schwierigkeiten auf drei Beinen zu stehen. Die zunehmende Steifheit bei wenig Bewegung löst sich durch ebendiese. In diesem Stadium wird die Erkrankung häufig mit einer Arthritis verwechselt.

### Fortgeschrittenes Stadium
Es tritt eine Verdickung des Fesselkopfes an allen betroffenen Beinen auf (manche Pferde zeigen in diesem Stadium Veränderungen des Ganges zur Lahmheit). Die Bewegungsaktivität wird häufig unbemerkt weniger.

### Endstadium
Im Endstadium stehen die Pferde in einer Schonhaltung, in der sie die gesunden Beine belasten. Sie schieben z. B. die Hinterbeine nach vorne unter den Körper. Vielen Pferden ist es nur noch möglich zu liegen, da ihnen jede Belastung der Beine Schmerzen verursacht. Beim aufstehen haben sie sehr deutliche Probleme, loslaufen ist mit sehr starker Lahmheit verbunden. Die Schwellung an den Fesselköpfen hat zugenommen. Sehr oft ist ein deutliches absacken der Fesselung (Duchtrittigkeit) zu sehen. Sind die Hinterbeine betroffen, sind sie im Sprunggelenk gerade gestellt (Veränderung der Winkelung)
Oft zeigen die betroffenen Tiere ein ständiges Wechseln der Hinterbeine (von einem Bein aufs andere stellen).
Die Hufbearbeitung ist kaum oder gar nicht mehr möglich.
Spätestens jetzt sollte das Pferd eingeschläfert werden!

## Behandlung
Derzeit gibt es keine sicheren Behandlungsmethoden. Es ist (noch) nicht möglich, vorauszusagen, ob ein Pferd erkranken wird oder nicht.
Akupunktur und Schmerzmittel können zu einer Schmerzlinderung führen, eine sichere Schmerzabschaltung bietet nur die Durchtrennung der jeweiligen Nerven, die für die Schmerzweiterleitung der Gliedmaßen verantwortlich sind. Allerdings kann durch die Abschaltung oder Minderung des Schmerzempfindens eines Pferdes der Prozess von DSLD nicht aufgehalten werden. Das Pferd ist lediglich nahezu schmerzfrei, aber nicht gesund.

## Geschichte
Die erste Beschreibung des Syndroms stammt von Jan Young aus Arizona, der einen Artikel über die Symptome bei verschiedenen Rassen schrieb. Gegen Ende der 1970er und zu Beginn der 1980er Jahre wurde DSLD das erste Mal bei Paso Peruanos festgestellt.